# الحسن كوروما
الحسن كوروما (بالإنجليزية: Alhassan Koroma) هو لاعب كرة قدم سيراليوني، ولد في 9 يوليو 2000 يلعب في نادي الشحانية القطري.

## وصلات خارجية
- الحسن كوروما على موقع قاعدة بيانات كرة القدم.إي يو (الإنجليزية)
- الحسن كوروما على موقع ناشيونال فوتبول تيمز (الإنجليزية)
- الحسن كوروما على موقع Soccerway.com (الإنجليزية)